# 塩川正三
塩川 正三（しおかわ しょうぞう、1893年〈明治26年〉8月22日 - 1958年〈昭和33年〉3月6日）は、日本の政治家。大阪府布施市（現・東大阪市）長（初代、5代、6代、3期）。財務大臣、衆議院議員を務めた塩川正十郎は長男。

## 来歴
大阪府渋川郡布施村（のち中河内郡布施町→布施市、現・東大阪市）出身。大阪府立八尾中学校（現・大阪府立八尾高等学校）卒。1915年（大正4年）、共栄組社長となり、1929年（昭和4年）、布施町会議員となる。同年3月から1932年（昭和7年）7月まで布施町助役を務めた。同月、布施町長となる。1937年（昭和12年）3月に町長を退任した。同年4月1日、布施市が発足した。同年7月10日、市長に就任した。布施市長は翌1938年（昭和13年）7月12日まで務めた。戦後の1946年（昭和21年）1月11日、布施市長に復帰した。翌1947年（昭和22年）3月10日に退任した。同年の市長公選で、社会党の鈴木義仲と共産党候補と争いこれを制して当選し、公選初代市長となる。同年4月5日に就任した。1951年（昭和26年）4月4日に退任した。

### 1951年布施市長選挙
同年4月23日の選挙では自由党公認で立候補したが、社会党公認の鈴木に敗れて落選した。
※当日有権者数：82,072人 最終投票率：87.3%（前回比：-pts）
| 候補者名   | 年齢 | 所属党派   | 新旧別 | 得票数   | 得票率 | 推薦・支持 |
| ---------- | ---- | ---------- | ------ | -------- | ------ | ---------- |
| 鈴木義仲   | 55   | 日本社会党 | 新     | 35,674票 | 50.9%  | -          |
| 塩川正三   | 57   | 自由党     | 前     | 32,582票 | 46.5%  | -          |
| 岩井正三郎 | 41   | 無所属     | 新     | 1,868票  | 2.7%   | -          |

この間、大阪興機、近畿鉱業、近畿商工各社長、大阪市長会、近畿市長会各会長、全国市長会副会長などを務めた。同年、塩川建材社長に就任。このほか布施厚生保護理事長、PL教団顧問、大阪共同募集会副会長などを歴任した。
1955年（昭和30年）の第27回衆議院議員総選挙において大阪4区から自由党公認で立候補したが落選した。1958年死去。